# 單細胞分析

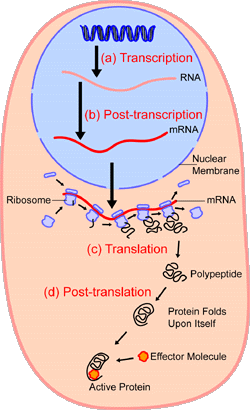
這一個細胞顯示著生物學的中心法則的過程，這些就是研究者想要量化的所有步驟（DNA、RNA、蛋白質）。

在細胞生物學中，單細胞分析（英語：single-cell analysis）是在單一細胞層級上的基因體學（genomics）、轉錄體學（transcriptomics）、蛋白質體學（proteomics）與代謝體學（metabolomics）的研究。因為原核與真核細胞的族群皆有異質性，所以分析單一細胞可能發現研究整個細胞族群時無法觀測的機制。 螢光激發的細胞分選（FACS）之類的科技可將被選取的單一細胞從複雜的樣本中精確地分離出來，而高通量的單一細胞分割的科技可以同時執行數百或數千個單一未分選的細胞的分子分析，這對分析基因型相同的細胞群中總轉錄本（transcriptome）的變異特別有用，使人們可以定義以其他方法無法偵測的細胞子類型。新科技的發展使人們更有能力分析單一細胞的基因體（genome）與總轉錄本，還有量化它的蛋白質體（proteome）與代謝體（metabolome）。質譜法的一些新發展已經成為用來做單細胞的蛋白質體與代謝體分析的重要分析工具。原位定序與螢光原位雜交（FISH）不要求分離細胞，這些技術越來越常被用來做組織的分析。